# کلیسا سنت آن، منچستر
کلیسا سنت آن (انگلیسی: St Ann's Church) یک کلیسا در شهر منچستر، انگلستان است.
این کلیسا که در سال ۱۷۱۲ تأسیس شده براساس معماری نئوکلاسیسیسم ساخته شده‌است.

## نگارخانه

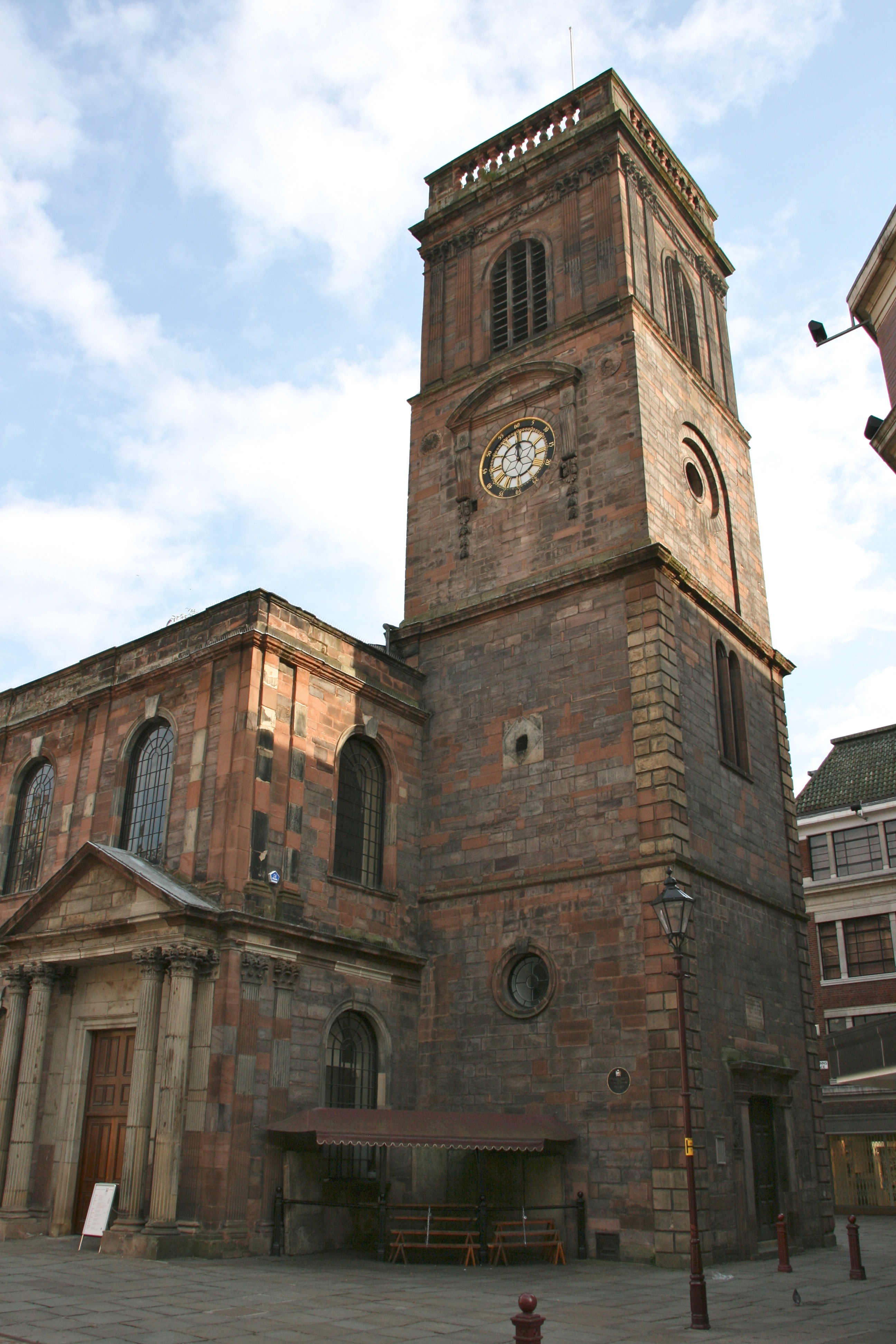
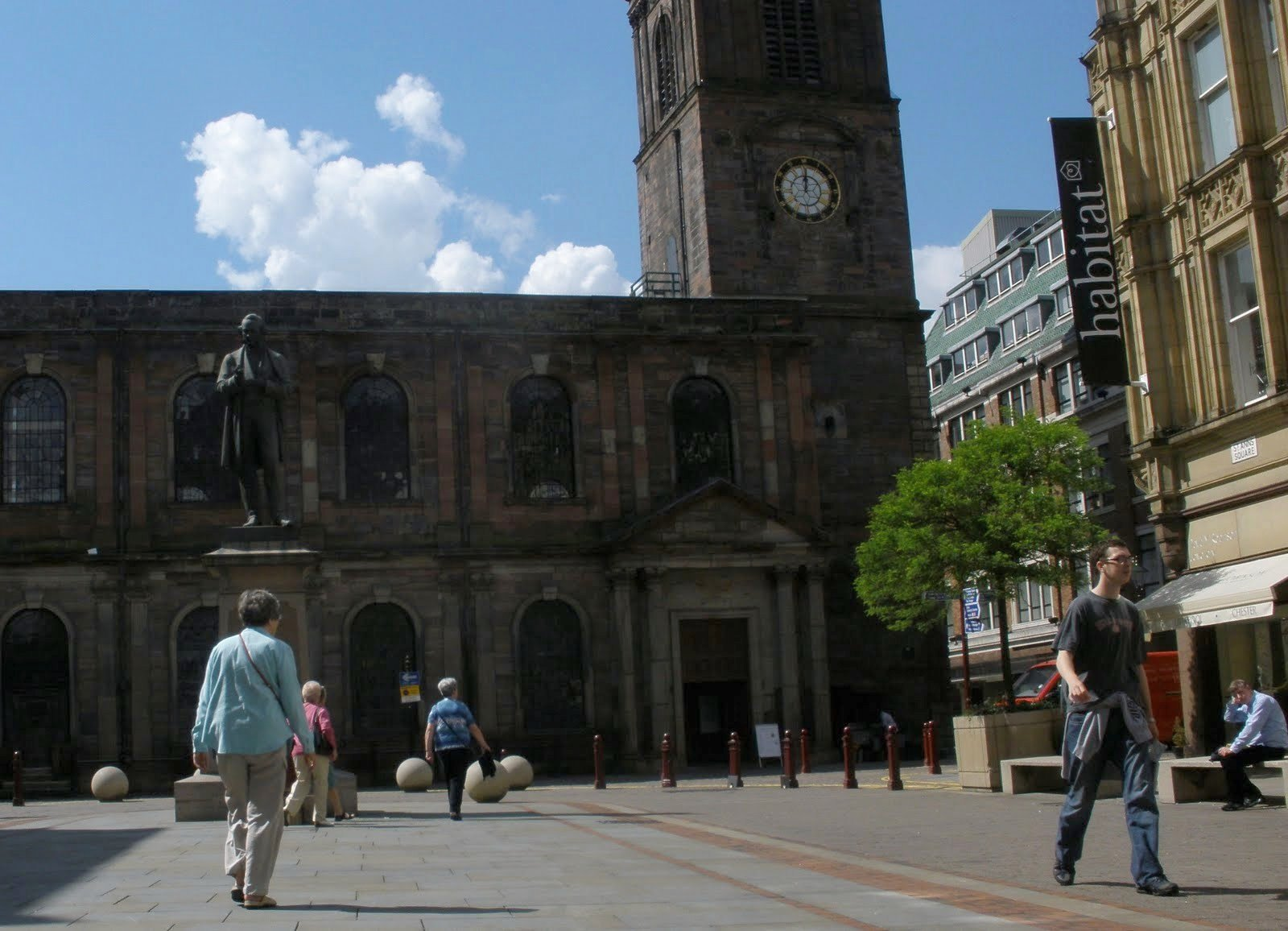
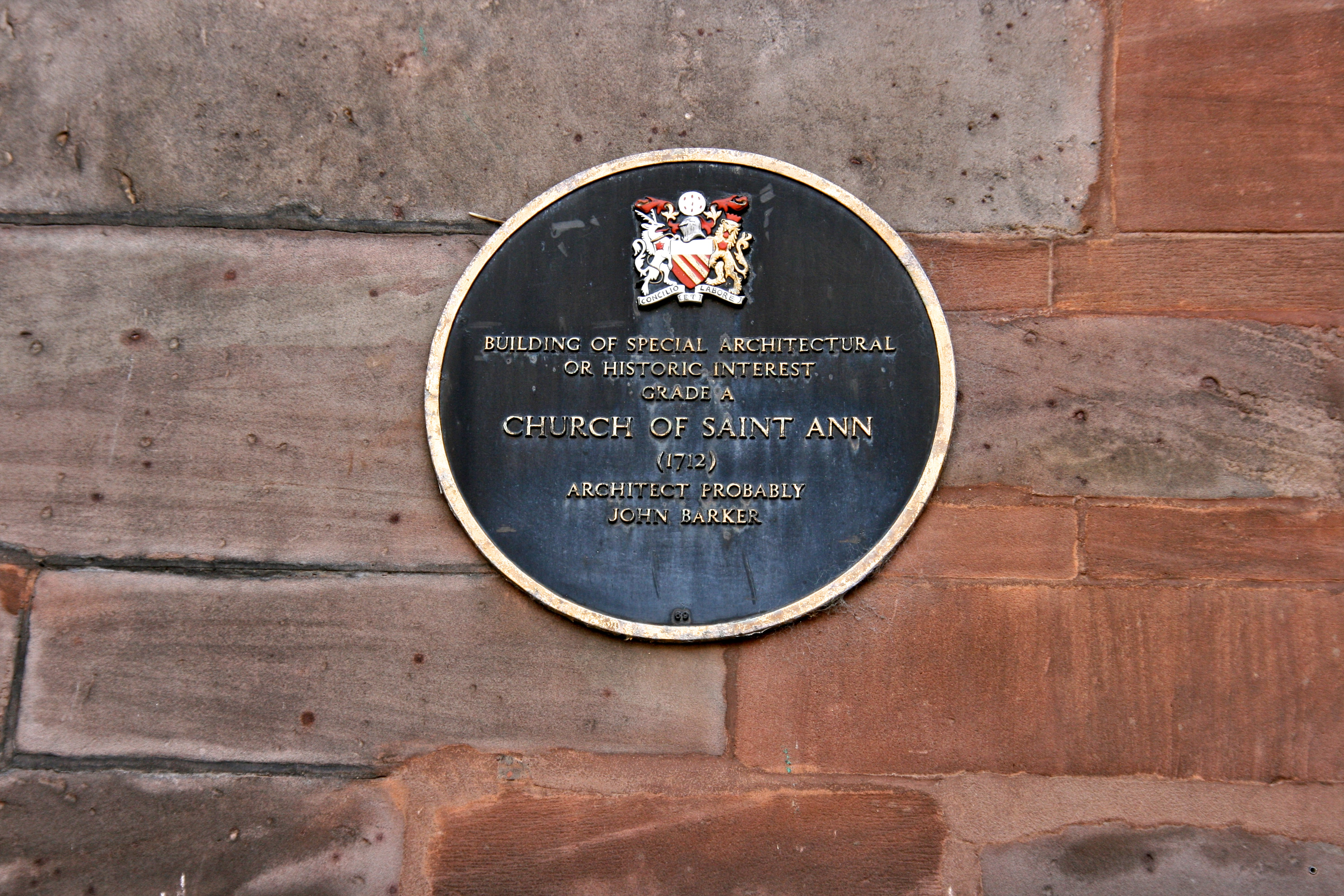
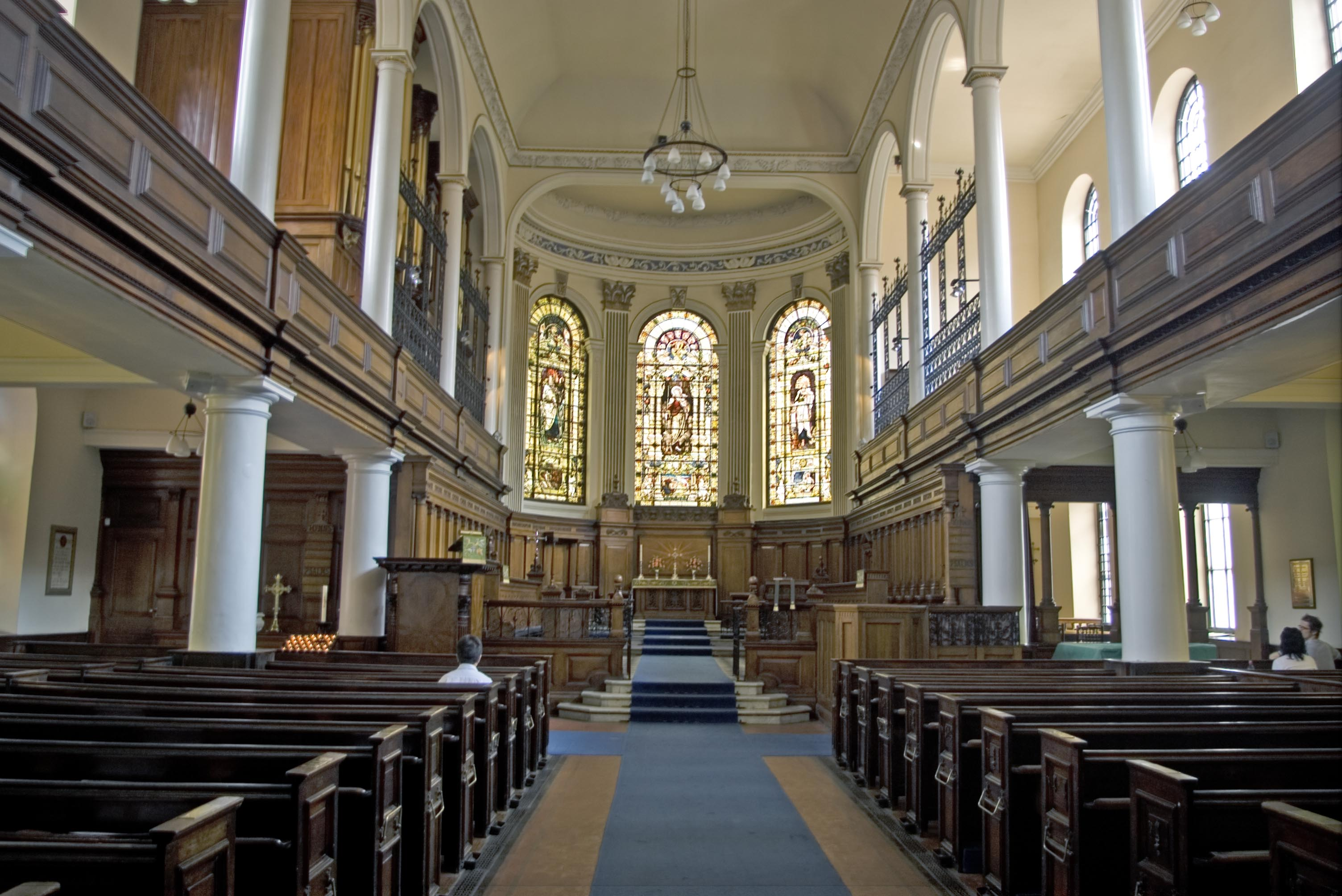
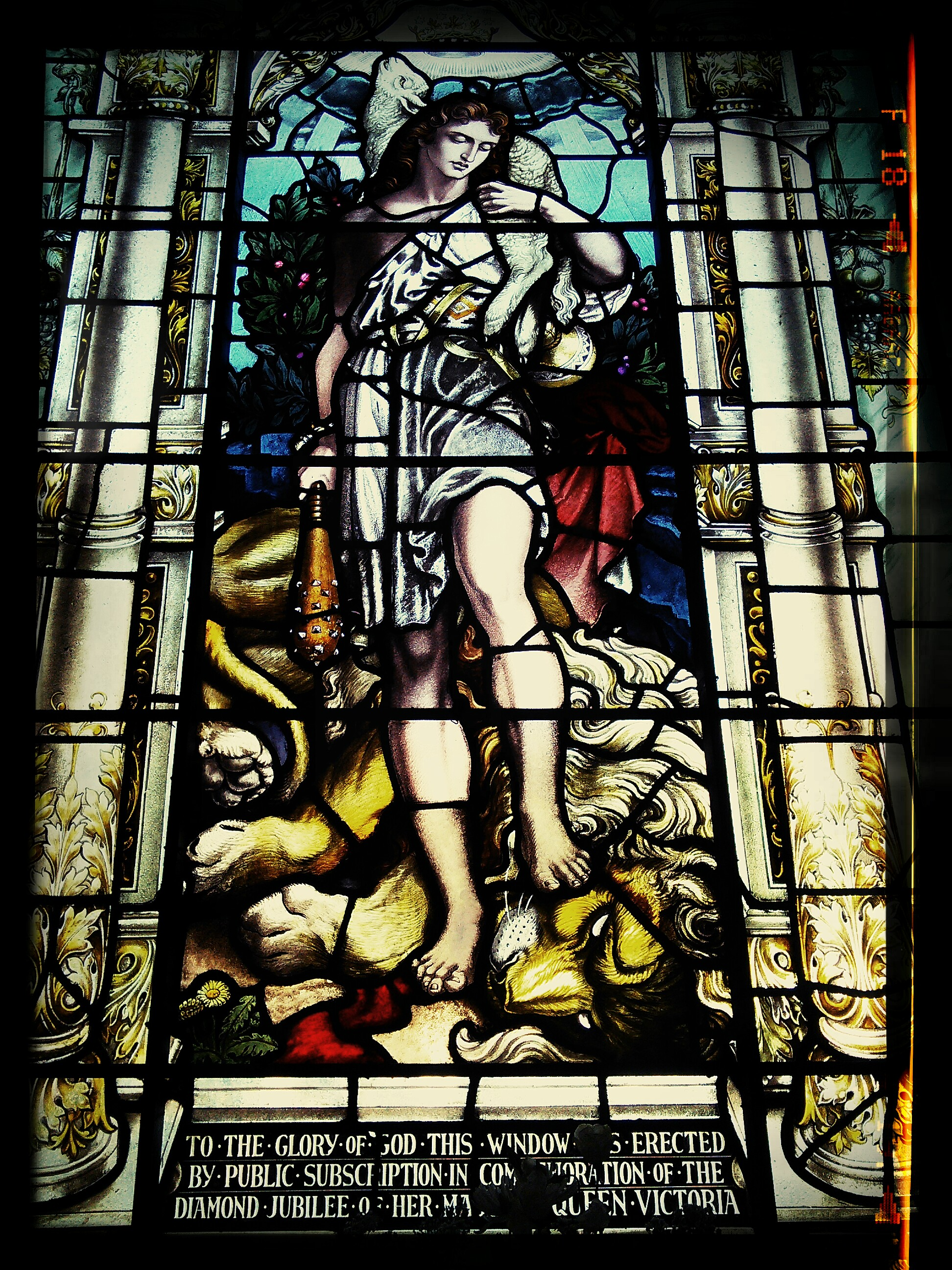